# Aspidistra cerina
Aspidistra cerina là một loài thực vật có hoa trong họ Măng tây. Loài này được G.Z.Li & S.C.Tang mô tả khoa học đầu tiên năm 2002.